# Juan Calixto

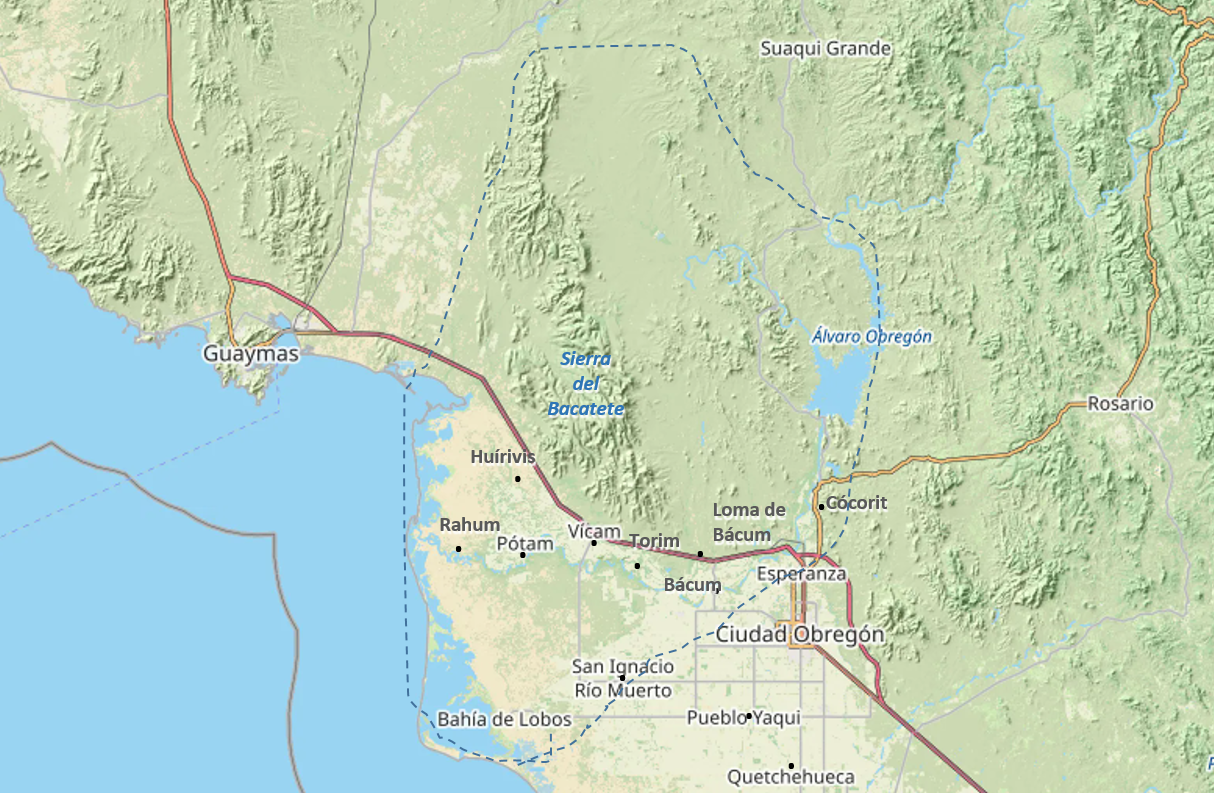
Territorio Yaqui

Juan Calixto Ayamea (1705? Cócorit, Sonora – 1743?, San Carlos Buenavista, Sonora) fue un yaqui educado en la misión jesuita local, jefe de Cócorit, negociador, intermediario y líder rebelde de los yaquis y pimas bajos contra los españoles;  versado en la cultura y protocolos españoles, y de origen no radical. Ayamea intentó y formuló solicitudes de acuerdos pacifistas, en cartas escritas en un refinado castellano, notablemente corteses a los funcionarios reales de la época, y a diversos sacerdotes.

## Biografía
Calixto fue un capitán del ejército mexicano encargado de los auxiliares yaquis en Baroyeca, quien fue asignado a pelear contra los pericúes en Baja California Sur en 1735.  En agosto de 1736, fue encarcelado y obligados a declarar por el teniente Manuel de Mena junto con Juan Pinto, Juan Chichiali, Nicolás Cupé, Cristóbal Guairomea, Melchor, Cristóbal y Marcos. Luis Aquibuameachay organizó una tropa de unos 2,000 yaquis para liberar a los presos, los cuales fueron liberados. Calixto acompañó a Muni y Bernabé también líderes yaquis, a ver al teniente Peralta en 1738. Fue precedido por el líder yaqui Anabailutei, con memoria en 1609.
Posteriormente, Calixto luchó contra el gobierno mexicano, declarando “Viva el Rey”, “Viva la Virgen de Guadalupe”,” Muera el mal Gobierno” contra jefe novohispano, Manuel Bernal de Huidobro, quien armó una campaña en su contra, pero fue derrotado en Tecoripa. 
Juan Calixto Ayamea conjuntó a más de 5,000 guerreros indígenas, y se fue con ellos a proteger la Sierra del Bacatete -táctica que sería sumamente repetida a través de las décadas- la cual fue convertida literalmente en una fortaleza invencible. Juan fue, al igual la mayoría de los yaquis, muy apegado al pensamiento y formas jesuitas que, por mucho tiempo, contuvieron el ímpetu de rebeldía yaqui, quienes después de una declaración de expropiación de predios del territorio cahita por los blancos, la rebeldía yaqui, quienes después de la declaración de expropiación, operaban con holgada tiranía y de manera particular el gobernador Huidobro. Los jesuitas frecuentemente apoyaron y arengaron a los yaquis en la defensa de sus tierras.

### Rebelión de 1740
Ante los posicionamientos abusivos de los novohispanos, Calixto conjuntó a los indígenas y lideró a los insurrectos entre el 15 y 30 de mayo de 1740, paralizando las operaciones mineras en el distrito, por lo que, para el 31 de mayo, el gobernador Huidobro, huyó a Álamos, llegando el 2 de junio. El 25 de junio todo el territorio del Yaqui, quedó en manos de Calixto Ayamea incluyendo Chinipas y Ostimuri. Los pimas bajos aliados de Ayamea, atacaron Tecoripa el 6 de julio, por lo que el padre y jesuita Ignacio María Nápoli, abandonó el territorio al igual que los españoles, quedando todo el territorio en manos de Calixto, desde El Fuerte Sinaloa, hasta la Pimería Baja en Tecoripa Sonora.

Existen diferentes fuentes de información, donde varias cartas de Calixto evidencian sus peticiones, - entre ellas una a Huidobro y otra Juan Aldámez alcalde mayor de Río Chico, el 20 de mayo de 1740-, que se muestra y aprecia el posicionamiento y formas de Calixto, que aunque no escribía español, tenía fieles escribientes:   
Mi estimado señor:
Le deseo a usted, a la dama, a su esposa, a sus pequeños hijos y a los demás caballeros perfecta salud, y ofreciéndole la mía, le digo que todos estamos muy bien y estamos para siempre a su servicio (gracias a Dios).
Mi estimado señor, por la presente le informo que ha llegado el momento de que estalle la guerra en nombre de Dios y del Rey mi señor (que Dios lo guarde muchos años); ahora todo ha terminado, ahora Dios quiere que todo esto termine.
Mi señor Don Juan, después de ver esta carta, trate de venir aquí de inmediato, al Yaqui, donde ahora están su hermano Don Francisco Aldámez y el padre Pedro Mendíbil, quienes han sido nuestros abogados y quienes nos han dicho a mí y a todos los demás que morirán entre nosotros...
No piense que esto es una mentira o una fábula, sino que es completamente cierto e innegable que nos han engañado. Pero ahora, señor, el truco ha sido descubierto. Mataron a nuestros parientes que fueron a México. Es cierto que nuestros parientes regresaron sanos y salvos a la Villa de Sinaloa. Fue allí donde murieron, en el transcurso de tres días, y al amanecer del cuarto día, murieron los pobres hombres.
Ahora toda la nación ha sido convocada, y ahora no hay razón para esperar... Quedo, rogando a Dios que lo guarde muchos años. Cocorit, 20 de mayo de 1740. Su más humilde y afectuoso servidor le besa la mano,
Juan Calixto Ayamea, Capitán de Rahum.
P.D.: Tenga cuidado con las pertenencias del Sr. Aldámez
Otras cartas muestran intentos de acuerdos y su relación con diferentes sacerdotes como el jesuita Juan Antonio de Arce. Así mismo lo mencionan cartas entre sacerdotes como el Padre Encinas o la misiva de Joseph García al padre Matheo Ansaldo.
El 24 de agosto de 1740 Huidobro, asignó a Muni jefe de los yaquis y a Bernabé como alférez. Para entonces, Agustín de Vildósola lugarteniente militar reunió a 1,200 jinetes españoles logrando victorias el 6 y el 26 de agosto en Tecoripa, y Ostimuri, dispersando a los pimas, en el Cerro del Tambor; también derrotó a Calixto en Tepahui y la cantidad de 5,000 indios muertos en la batalla (al pie de la sierra madre occidental) Etchojoa y Otancahui (en cahita significa Cerro de los Huesos ).
Vildósola quien, declaró sus intenciones de pactar tregua con yaquis insurgentes. El 31 de diciembre de 1740, Huidobro fue llamado a México, para responder ante las acusaciones de los jesuitas, quedándose Vildósola a cargo, el cual decidió aplicar la política de “mano dura” y en mayo de 1741, ante el rumor que Muni y Bernabé se alzarían en armas, buscó entrevistarse con ellos, los cuales accedieron, sin embargo, al término del encuentro, Vildósola traicionó a los indígenas, y las tropas federales se presentaron y los apresaron, ejecutándolos el 23 de junio de 1741.
Otros 43 indios yaquis y mayos fueron condenados a penas que iban desde ser azotados en público, deportación a la península de Baja California;15 fueron condenados a trabajos forzados en la edificación de nuevos presidios, recluyendo a 10 de ellos y mandándolos fusilar al poco tiempo después en el presidio de San Carlos de Buenavista, siendo algunos de ellos: Hipólito Baheca, Jusacamea, Basoritemea -estos dos últimos junto con Calixto habían sido oficiales del ejército mexicano-, al igual que a Esteban Y Bernabelillo compañero de armas de Calixto. También a Agustín de Síboli quien su cuerpo fue cercenado en 4 pedazos para exhibición y escarmiento en sitios públicos. Otros de los cadáveres fueron decapitados las cabezas expuestas en picas en sus pueblos natales. Vildósola desintegró las guerrillas de yaquis y pimas a inicios de 1742.
Calixto y su gente volvió a la rebelión debido a las muertes de sus compañeros indígenas de armas. Así, los yaquis insurrectos hostigaban a los viajeros de las rutas de la región por lo que los comerciantes y recaudadores no podían pasar rumbo Chihuahua, ni Coahuila, porque la ruta que doblaba en el Río Mayo y la parte baja de la Sierra del Bacatete, estaba bajo su control. Esto trajo numerosas retraso al gobierno y el uso de rutas alternas a través de la Sierra, las cuales eran peligrosas, más tardadas y costosas.
Los yaquis comprendían el sistema político vigente, y lo aplicaron para manipular la situación en su beneficio. Un conjunto de soldados, llegaron ante los indígenas y presentaron las órdenes del gobernador Huidobro los cuales decidieron recibirlos en paz, con apretones de manos y los abrazos tradicionales de los españoles, los cuales estaban diseñados para controlar, desarmar y pronto hasta desnudarlos, los cuales indefensos en medio de un gran grupo de indígenas, los cuales hicieron la campana de la iglesia, alzaron un crucifijo y una estatua de la Virgen María al cielo, y les dijeron a los soldados españoles que rezaran ante la imagen.
Después de varias ceremonias extrañas, los mayos declararon a los soldados inocentes del asesinato de Muni y los hicieron ladrar. Ayamea proclamó entonces que era "Rey, Papa, Dios y la Virgen", ordenó azotar a los soldados y luego los liberó desnudos para que siguieran su camino.
Ayamea utilizó la tradición española de saludar a la autoridad política para avergonzar a la patrulla militar y, además, desprestigiarla al declarar que él mismo era una combinación de autoridad española y religiosa. Con ello, afirmaba su fuerza como líder y su derecho a oponerse a la presencia política española, a la vez que aceptaba la tradición religiosa de la oración, la cruz y la Virgen María. Tiempo después se firmó la firma de la paz y los yaquis pudieron conservar su autonomía, sus tierras y sus armas.
Éste fue un primer episodio de lo que se conocería en la posteridad como la "Guerra más larga y cruel en México" y cuyo saldo sería el trastorno de cientos de etnias de todo el país y el surgimiento de uno de los odios más enconados entre blancos e indígenas -yoris y cahitas, como diría cualquier yaqui -en el continente americano. Después de la Guerra del Yaqui, el hombre blanco jamás sería visto igual en el norte de México.Informes eclesiásticos confirmaban dispersión de los yaquis y demérito y retroceso de 100 años de misionar.

## Décadas después
El gobernador de Sinaloa y Sonora, Pedro Corbalán (1770-1772) el 23 de junio de 1771, fue a escuchar las quejas de los yaquis, afirmando que 4 asuntos les importaban: 1) se oponían al servicio personal y trabajo comunitario forzado por los sacerdotes que reemplazaron a los jesuitas, "ya que eran tan libres como los españoles", en alusión a la promesa de libertad que se les dio cuando los jesuitas fueron expulsados, no trabajarían para nadie, incluido el rey, si no se les pagaba por adelantado, o que debían de trabajar gratis para el rey; 2) Los nativos de California que vinieron, les comentaron historia de horror sobre el trabajo de allá; 3) Que se les cobraba el impuesto por persona y dijeron que no lo podían pagarlo y que pensaban huir a las montañas. 4) que los mayos se habían llevado la sal que los yaquis habían refinado y almacenado. Corbalán respondió a las quejas peso su propuesta no fue bien aceptada.
Corbalán instruyó Andrés Gurrola, el capitán general yaqui, de decirle a Calixto que sería indultado en nombre del rey si regresaba a vivir en Cocorit. Todo esto fue en vano. El mismo mensaje fue enviado a Calixto el 8 de agosto de 1772, con el mismo resultado. El padre Francisco Joaquín Valdés escribió dos días después: «Con respecto al capitán Calixto, todavía estoy tomando medidas para ver si es posible lograr que abandone los cerros y regrese a su pueblo y no omitiré ninguna medida hasta lograr ese fin». Pero ni Valdés ni nadie más hizo ningún progreso. Y allí, al parecer, el asunto quedó en nada. No hay registro del regreso de Calixto a Cocorit ni de que se haya otorgado ningún indulto. Tampoco hay indicios de que los yaquis se rebelaran.  El liderazgo fue sucedido por el nuevo líder Juan Banderas.

## Inconsistencia de datos
Ciertos informes hablan que Calixto Ayamea fue ejecutado en 1743 en el presidio de Buenaventura; otros informes dicen que Calixto aún funcionaba en 1771 y 1772, versiones aparentemente discordantes. 
Otras versiones mencionan a Calixto Taquelachay de Bácum, así como Calixto Oucebuasigua.  